# ペロプス (スパルタ王)
ペロプス（希：Πέλοψ、ラテン文字転記：Pelops、在位：紀元前210年-紀元前206年）はスパルタ末期の王である。
ペロプスは先王リュクルゴスの子であり、紀元前210年の父の死に伴って王位に就いた。しかし、ペロプスの治世は長くは続かなかった。紀元前207年に後見人のマカニダスがアカイア同盟との戦い（マンティネイアの戦い）で敗死すると、マカニダスの地位にはナビスが就き、国政を縦にした。ナビスは成長したペロプスが自身に取って代わることを恐れ、彼を政権奪取の翌年に処刑した。

## 註
1. ↑  パウサニアス, VIII. 50. 2
2. ↑  プルタルコス, 「フィロポイメン」, 10
3. ↑  ディオドロス, XXVII. 1